# Yesterday (игра)
Yesterday (также известна как Y: The John Yesterday Files; в Испании как New York Crimes; в России издана как «Yesterday: Печать Люцифера») — компьютерная игра в жанре квеста, разработанная испанской компанией Péndulo Studios.
Выход состоялся в марте 2012 года. Международным издателем выступала компания Focus Home Interactive, в Испании и Италии издана FX Interactive, а в России и странах СНГ — «1С», с переводом, выполненным студией Snowball.

## Сюжет
Действие происходит в Нью-Йорке. В городе происходят убийства нищих: кто-то сжигает их заживо. Полиция и пресса бездействуют, а за расследование берётся Генри Уайт, молодой миллионер, тратящий деньги на благотворительность, и его друг Купер. Третьим героем игры является таинственный Джон Улисс, страдающий от амнезии.

## Рецензии и оценки
| Сводный рейтинг       | Сводный рейтинг |
| Агрегатор             | Оценка          |
| --------------------- | --------------- |
| GameRankings          | 67,18 %         |
| Иноязычные издания    |                 |
| Издание               | Оценка          |
| GameSpot              | 65/100          |
| Русскоязычные издания |                 |
| Издание               | Оценка          |
| PlayGround.ru         | 6,6             |
| «Игромания»           | 8,5/10          |

Игра получила преимущественно положительные оценки специализированной прессы.